# Julio Cesar Costa Lima Junior
Julio Cesar Costa Lima Junior (Fortaleza), é um político brasileiro, filiado ao PT. Nas eleições de 2022, foi eleito deputado estadual pelo CE.